# 丽贝卡·索尼
麗貝卡·索尼（英語：Rebecca Soni，1987年3月18日—），美國女子游泳運動員，專項是蛙泳。她在2008年夏季奧林匹克運動會中獲得了一金兩銀。她曾經是一百和二百米蛙泳的世界紀錄保持者(長池)，而現在是一百和二百米蛙泳的世界紀錄保持者(短池)。
索尼在夏季奧林匹克運動會、世界游泳錦標賽、世界大學生運動會和泛太平洋游泳錦標賽贏得十二面金牌、六面銀牌、一面銅牌共十九面獎牌。在2008年夏季奧林匹克運動會游泳比賽二百米蛙泳中，她擊敗了來自澳大利亞的主要對手萊塞爾·瓊斯，以破世界紀錄姿態奪金。她被世界游泳雜誌評為2010年度世界女子泳手和2009至2010年度美國女子泳手。

## 個人生活
索尼出生於美國的新澤西州。她的父母擁有匈牙利血統，他們在八零年代從羅馬尼亞的克盧日-納波卡移民到美國。她的母親是一位護士。除了英語外，索尼還會說匈牙利語。她有一個都是當泳手的姐姐。索尼原本是一個體操運動員，在十歲時轉為游泳運動員。索尼在2009年畢業於南加州大學。在2010年7月的一個訪問中，索尼承認與國家隊隊友里基·貝倫斯正在交往。索尼在2012年结束了她和貝倫斯的关系。